# Oie grise de Padoue
L'oie grise de Padoue (oca grigia di Padova) est une race fermière antique d'oie domestique originaire de Vénétie et plus particulièrement de la province de Padoue.

## Histoire et description
L'oie grise de Padoue était très fréquente jusqu'au milieu du XXe siècle dans le Sud de la Vénétie où se trouvent nombre de marais et de petits cours d'eau, propices à son élevage. L'oie grise de Padoue est une oie de grande taille issue de l'oie cendrée venue se poser en Vénétie pendant ses migrations. Si elle est bien engraissée, l'oie grise de Padoue peut peser 8 à 10 kg pour le jars et 6 à 8 kg pour l'oie. La race actuelle est plus légère que l'ancienne. Son tronc a des contours arrondis, de forme harmonieuse et régulière au port légèrement incliné, plus accentué chez le jars. La tête est moyenne et bien proportionnée avec un bec fort, jaune orangé à l'onglet rosâtre. Ses yeux sont bruns avec une caroncule orange-rouge. Le cou est long et cylindrique, plus fuselé chez la femelle. Le dos est large et pas trop arrondi. Les ailes bien serrées au corps ne doivent pas dépasser la queue. Les tarses sont de couleur orange à orange-rouge. Le plumage est de couleur gris foncé brunâtre avec un fin ourlet blanc au bout des ailes. La partie antérieure du cou est plus claire. Le ventre est gris clair à blanc, la queue est grise avec des bords blancs, le duvet est gris blanchâtre.
Le poids moyen du jars est de 7-8 kg, de l'oie, 6-7 kg. Les œufs pèsent au minimum 140 grammes,.